# Посуело-дель-Парамо
Посуело-дель-Парамо (ісп. Pozuelo del Páramo) — муніципалітет в Іспанії, у складі автономної спільноти Кастилія-і-Леон, у провінції Леон. Населення — 519 осіб (2010).
Муніципалітет розташований на відстані близько 260 км на північний захід від Мадрида, 50 км на південь від Леона.
На території муніципалітету розташовані такі населені пункти: (дані про населення за 2010 рік)
- Альтобар-де-ла-Енком'єнда: 284 особи
- Посуело-дель-Парамо: 82 особи
- Салудес-де-Кастропонсе: 153 особи

## Демографія
Динаміка населення (INE ):